# Thierry Tonnellier
Pour les articles homonymes, voir Tonnellier.
Thierry Tonnellier (né le 28 décembre 1959 à Montreuil) est un athlète français spécialiste du 800 mètres.
Il remporte la médaille de bronze du 800 m lors des Championnats d'Europe en salle 1983 et 1986, et s'adjuge par ailleurs deux titres de champion de France en salle en 1984 et 1985.
Ancien détenteur du record de France du 800 m en salle (1 min 47 s 68 en 1983), sa meilleure performance en plein air est de 1 min 47 s 10 (1987).

## Palmarès
| Date | Compétition                    | Lieu     | Résultat | Discipline |
| ---- | ------------------------------ | -------- | -------- | ---------- |
| 1983 | Championnats d'Europe en salle | Budapest | 3e       | 800 m      |
| 1986 | Championnats d'Europe en salle | Madrid   | 3e       | 800 m      |